# Condylostylus theodori
Condylostylus theodori är en tvåvingeart som beskrevs av Frey 1925. Condylostylus theodori ingår i släktet Condylostylus och familjen styltflugor. Inga underarter finns listade i Catalogue of Life.